# Wyżnia Huciańska Przełęcz
Wyżnia Huciańska Przełęcz (słow. Vyšné Hutianske sedlo) – przełęcz na zachodnim krańcu grani głównej Tatr Zachodnich na Słowacji, położona na wysokości 950 m n.p.m. Jest to płaska i rozległa przełęcz pomiędzy Jaworzyńską Kopą (1277 m) a Huciańskim Beskidem (950 m). Przez przełęcz tę przebiega asfaltowa droga nr 584 z Trzciany do Liptowskiego Mikułasza. Przełęcz oraz grzbiet, w którym ta się znajduje, oddziela też Orawę od Liptowa.
Przełęcz jest popularnym punktem wypadowym, w którym turyści rozpoczynają wędrówkę na Siwy Wierch. Na przełęczy znajduje się przystanek autobusowy, leśniczówka „Pod Białą Skałą” (horáreň pod Bielou skalou), wiata, ławka i stoły dla turystów oraz tablice dydaktyczne. Przy szosie, nieco po południowej stronie przełęczy znajduje się parking dla samochodów.

## Szlaki turystyczne
– czerwony: Wyżnia Huciańska Przełęcz – Biała Skała – Siwy Wierch. Czas przejścia: 3 h, ↓ 2 h
  – zielony: Wyżnia Huciańska Przełęcz – Dolina Borowej Wody – Zuberzec. Czas przejścia: 1:20 h, ↑ 1:35 h